# Geheel element
In de commutatieve algebra wordt een element van een commutatieve ring met eenheid geheel genoemd ten opzichte van een deelring (met eenheid) als dat element een nulpunt is van een monische polynoom met coëfficiënten in de deelring.
De eigenschap 'geheel' generaliseert enerzijds algebraïsche gehele getallen, en anderzijds een algebraïsche uitbreiding van een commutatief lichaam.

## Definitie
Een element {\displaystyle g} van een commutatieve ring {\displaystyle R} met eenheidselement heet geheel of integraal over de deelring (met eenheid) {\displaystyle D} van {\displaystyle R} als er een polynoom
{\displaystyle p(x)=x^{n}+a_{n-1}x^{n-1}+\ldots +a_{1}x+a_{0}}
is met coëfficiënten {\displaystyle a_{i}} in {\displaystyle D} en de coëfficiënt van de hoogste macht van {\displaystyle x} gelijk aan 1, waarvan
{\displaystyle g} een nulpunt is, dus
{\displaystyle p(g)=0}

### Voorbeelden
1. De algebraïsche gehele getallen zijn precies de complexe getallen die geheel zijn over de ring der gehele getallen.
2. Als {\displaystyle R} en {\displaystyle D} lichamen zijn, vormen de gehele elementen de algebraïsche sluiting van {\displaystyle D} in {\displaystyle B}.

## Equivalente definities
De volgende eigenschappen van een element {\displaystyle x} van {\displaystyle B} zijn gelijkwaardig met de eis dat {\displaystyle x} een nulpunt is van een monische polynoom met coëfficiënten in {\displaystyle A}:
1. De ring {\displaystyle A[x]} is een eindig voortgebracht {\displaystyle A}-moduul;
2. de ring {\displaystyle A[x]} is een deel van een deelring {\displaystyle C} van {\displaystyle B} die een eindig voortgebracht {\displaystyle A}-moduul vormt;
3. er bestaat een getrouw {\displaystyle A[x]}-moduul {\displaystyle M} dat, opgevat als {\displaystyle A}-moduul, eindig voortgebracht is.

## Gehele afsluiting
De gehele afsluiting van {\displaystyle A} in {\displaystyle B} is de verzameling elementen van {\displaystyle B} die geheel zijn over {\displaystyle A}. Men kan aantonen dat dit een deelring is van {\displaystyle B}.
De ring {\displaystyle A} heet geheel gesloten in {\displaystyle B} als hij gelijk is aan zijn gehele afsluiting in {\displaystyle B}. De ring {\displaystyle B} heet geheel gesloten over {\displaystyle A} als al zijn elementen geheel zijn over {\displaystyle A}.
Als {\displaystyle A} een integriteitsgebied is, dan heeft hij een breukenlichaam {\displaystyle A_{0}}. Een integriteitsgebied heet geheel gesloten (zonder meer) als het geheel gesloten is in zijn breukenlichaam.

### Voorbeeld
De gehele getallen zijn geheel gesloten (een breuk is pas nulpunt van een monische polynoom als ze gelijk is aan een geheel getal).
Algemener is ieder hoofdideaaldomein geheel gesloten.
De algebraïsche gehele getallen zijn geheel gesloten (dat wil zeggen, geheel gesloten in hun quotiëntenlichaam, het lichaam der algebraïsche getallen).